# Cronologia della campagna di Polonia

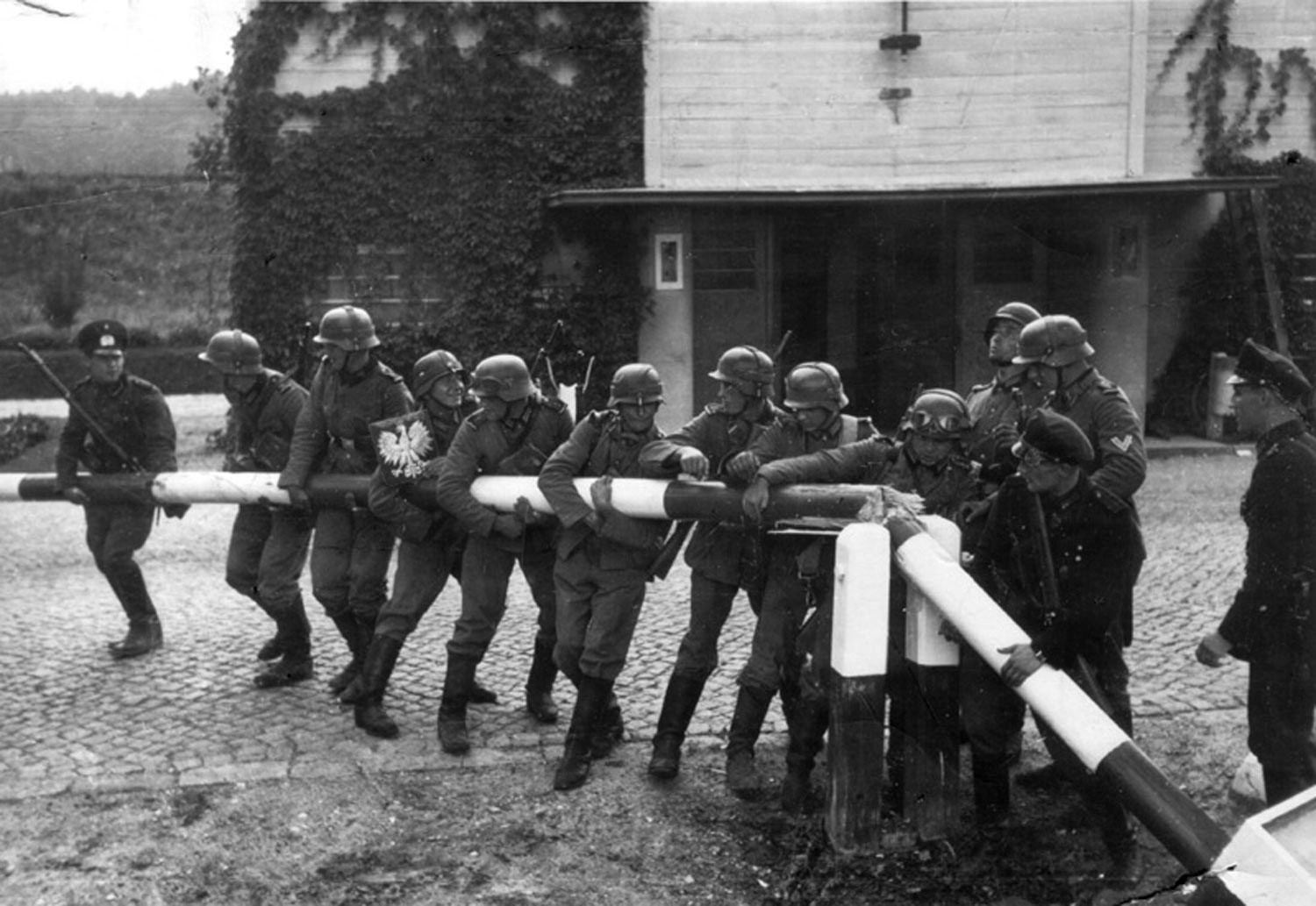
Soldati tedeschi forzano la frontiera polacca il mattino del 1º settembre, inizia l'invasione della Polonia

Questa cronologia della campagna di Polonia riporta gli avvenimenti militari, politici e diplomatici caratterizzanti l'invasione della Polonia del 1939, perpetrata in un primo tempo dalla Germania nazista e successivamente anche dall'Unione Sovietica in ossequio degli accordi segreti del patto Molotov-Ribbentrop.

## Eventi precedenti l'invasione

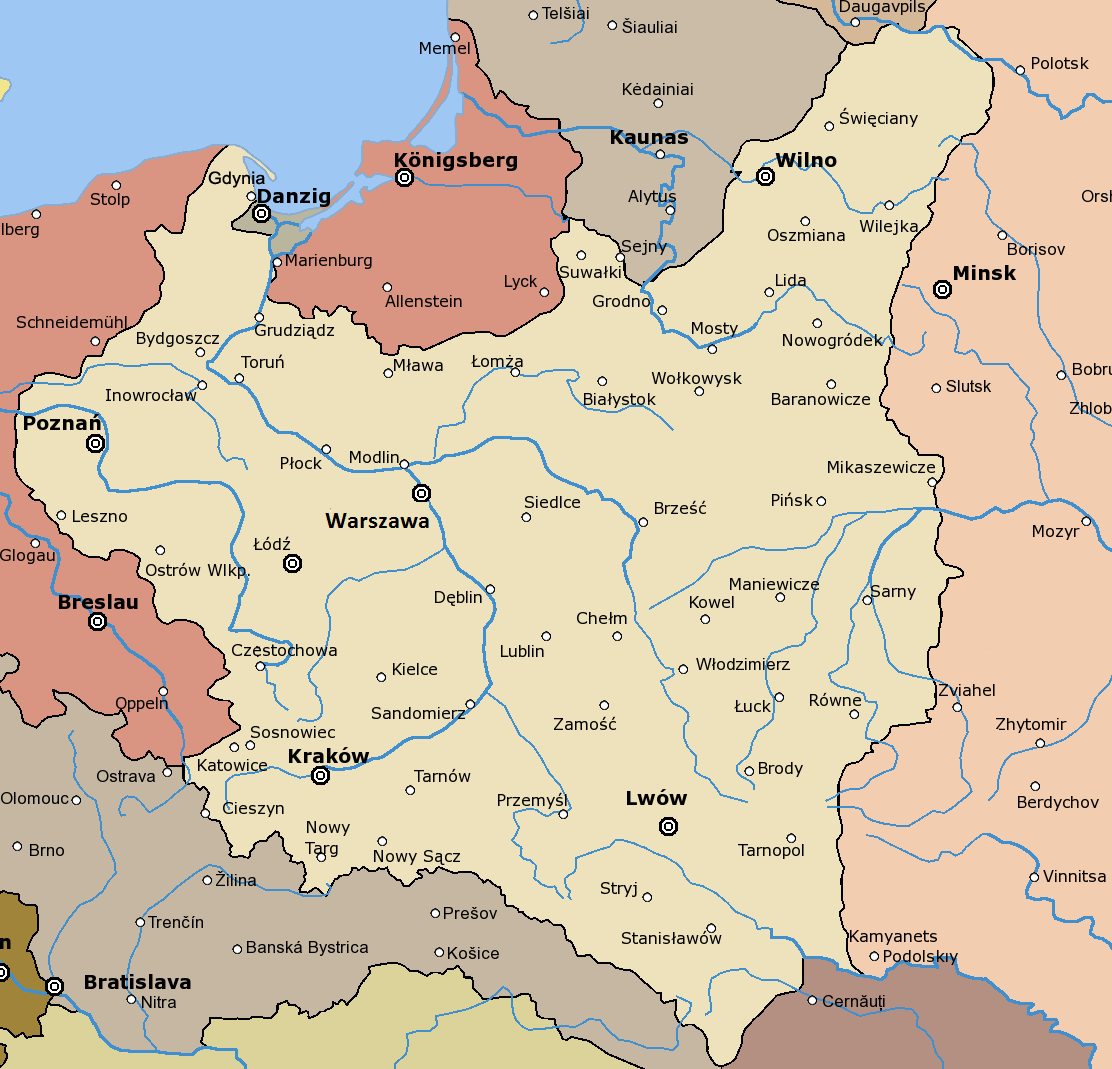
La Seconda Repubblica di Polonia nel 1939

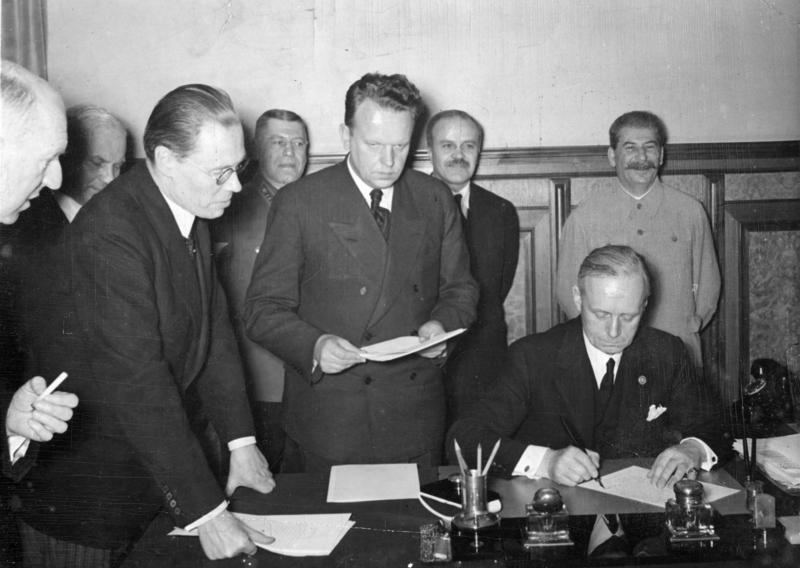
La firma del patto tedesco-sovietico: Ribbentrop (seduto a destra) appone la sua firma sul documento, alle sue spalle si riconoscono (da destra) Stalin e Molotov

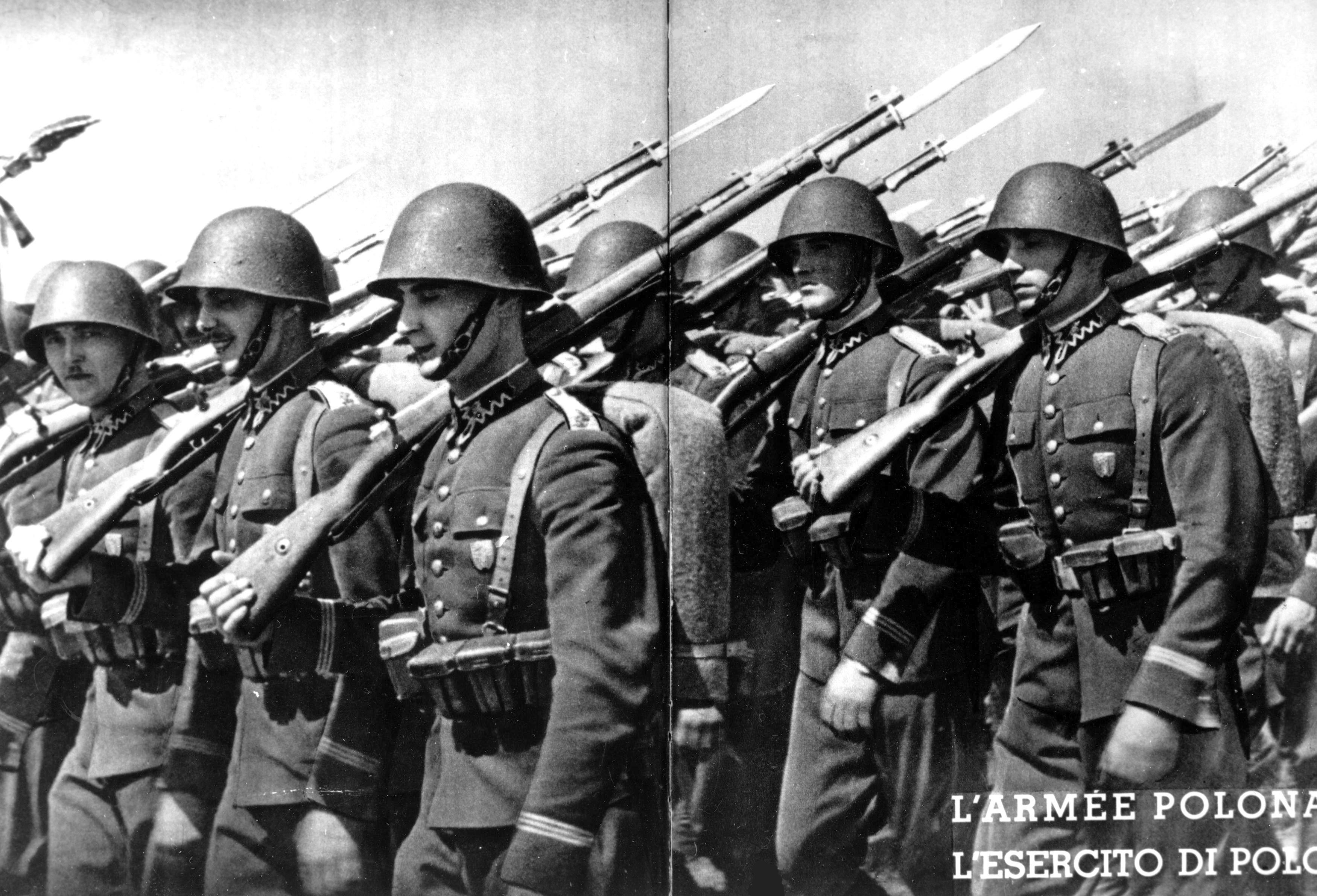
Truppe polacche sfilano in parata

Tutte le date sono dell'anno 1939
5 gennaioIn un incontro a Berchtesgaden con il ministro degli esteri polacco Józef Beck, Adolf Hitler chiede in via ufficiosa la riannessione alla Germania della Città Libera di Danzica.
10 marzoIn un discorso ufficiale, Hitler annuncia l'intenzione di stipulare un trattato di scambio economico con l'Unione Sovietica di Stalin; i negoziati si dirigono ben presto verso la stipula di un accordo politico tra le due nazioni.
21 marzoLa Germania presenta ufficialmente tre richieste al governo polacco: la restituzione della città di Danzica, il consenso alla costruzione di una ferrovia e di un'autostrada extraterritoriali che consentissero il collegamento tra la Germania e la Prussia orientale attraverso il cosiddetto "corridoio di Danzica" e una garanzia del nuovo assetto territoriale.
25 marzoIl governo polacco rigetta le richieste tedesche e, in risposta alle pressioni diplomatiche di Berlino, ordina una mobilitazione parziale delle sue forze armate
Hitler ordina di avviare i primi preparativi per l'invasione della Polonia.
31 marzoIl primo ministro britannico Neville Chamberlain dichiara che il governo di Londra garantirà la sicurezza della Polonia e il mantenimento dello status quo di Danzica.
3 aprileDopo una direttiva di Hitler, lo Stato maggiore tedesco inizia a stilare i piani per l'invasione della Polonia (nome in codice Fall Weiß).
4 aprileIn un incontro con l'ambasciatore polacco a Berlino Józef Lipski, Hitler dichiara come non negoziabili i termini delle richieste precedentemente avanzate.

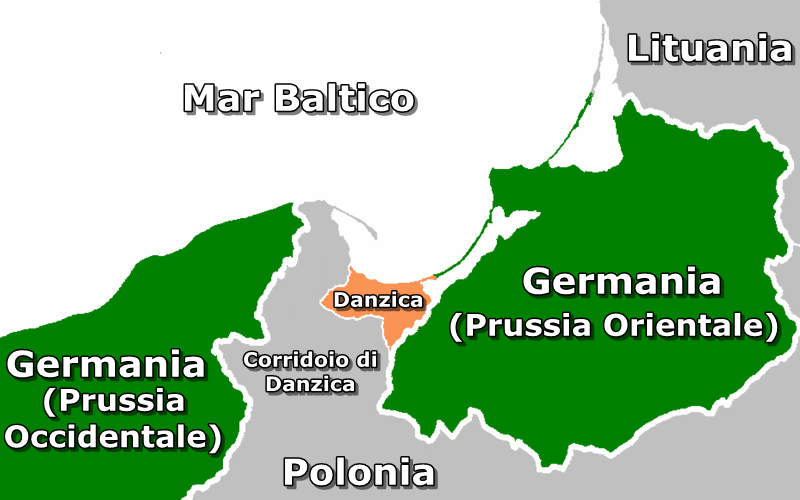
Il corridoio di Danzica

17 aprileIl ministro degli esteri sovietico Maksim Maksimovič Litvinov propone a Francia e Regno Unito la stipula di un trattato di mutua assistenza militare tra le tre nazioni; la proposta viene lasciata cadere da francesi e britannici.
28 aprileIn un discorso davanti al Reichstag, Hitler annuncia l'abbandono da parte della Germania del patto di non aggressione tedesco-polacco.
2 maggioFrancia e Polonia rinnovarono il patto di mutua assistenza precedentemente stipulato nel 1925.
3 maggioStalin licenzia Litvinov dal suo incarico di ministro degli esteri e lo sostituisce con Vjačeslav Michajlovič Molotov, più ben visto dai tedeschi.
19 maggioIn un incontro tra rappresentanti dei rispettivi stati maggiori, i francesi promettono ai polacchi, in caso di attacco tedesco, che sferreranno a loro volta un'offensiva nella Germania occidentale entro due settimane.
20 maggioIn un incontro con l'ambasciatore tedesco a Mosca Friedrich von der Schulenburg, Molotov lascia intendere al governo tedesco l'intenzione sovietica di addivenire a un accordo politico con la Germania.

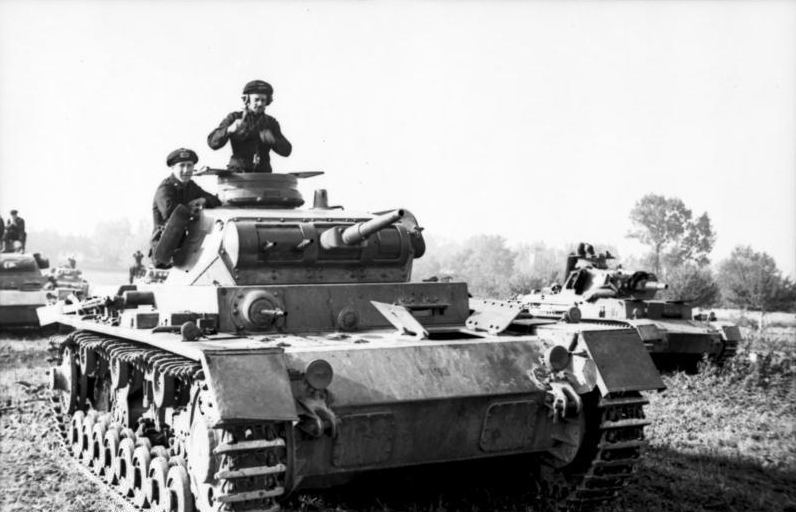
Un Panzer III tedesco in marcia verso il confine polacco

26 giugnoInizia lo spiegamento delle truppe tedesche ai confini della Polonia.
20 luglioIl governo della Repubblica Slovacca accetta di partecipare all'invasione della Polonia a fianco della Germania; truppe tedesche iniziano a schierarsi nel territorio slovacco.
1º agostoI sovietici avviano i negoziati ufficiali con i tedeschi per la stipula di un trattato; il giorno seguente, i sovietici interrompono i negoziati con gli anglo-francesi per un'intesa tra le tre nazioni.
3 agostoSeconda fase dello spiegamento delle truppe tedesche, con la scusa di manovre di esercitazione diverse unità sono portate vicino al confine polacco.
11 agostoUna delegazione anglo-francese si reca in Unione Sovietica per trattare un'alleanza, ma i negoziati non approdano a niente.
19 agostoUltima ondata di mobilitazione per le forze tedesche, la data per l'attacco alla Polonia è fissata per il successivo 26 agosto.
In un telegramma personale per Stalin, Hitler chiede che il ministro degli esteri Joachim von Ribbentrop sia ricevuto a Mosca per siglare il trattato tra le due nazioni entro il 23 agosto.
21 agostoI sovietici interrompono gli ultimi negoziati militari con gli anglo-francesi. Il ministro degli esteri tedesco Ribbentrop è convocato a Mosca per il 23 agosto seguente.
23 agostoA Mosca viene firmato Patto Molotov-Ribbentrop, trattato di non aggressione tra Germania nazista e Unione Sovietica; il trattato contiene anche un protocollo segreto di spartizione dell'Europa orientale ed elimina la minaccia di un intervento sovietico durante l'invasione tedesca della Polonia.
25 agostoIl Regno Unito e la Polonia siglano un trattato di alleanza militare.
In un messaggio a Hitler, Benito Mussolini comunica che l'Italia non entrerà in guerra a fianco della Germania in caso di attacco a questa da parte di Francia e Regno Unito, a causa dell'impreparazione militare del paese.
Hitler ritarda di cinque giorni il lancio dell'invasione, previsto per l'indomani, nel tentativo di garantirsi la neutralità britannica e francese.
26 agostoIncidente di Jabłonków: non avvertito del rinvio dell'offensiva, un gruppo di forze speciali tedesche in abiti civili tenta di catturare il passaggio ferroviario del passo di Jablunkov al confine polacco-slovacco, ingaggiando una sparatoria con le guardie di frontiera polacche prima di essere respinto.
La Slovacchia ordina la mobilitazione delle sue forze, tre divisioni slovacche si ammassano al confine con la Polonia al fianco delle forze tedesche.
28 agostoAttentato alla stazione di Tarnów: un sabotatore tedesco fa esplodere una bomba alla stazione ferroviaria polacca di Tarnów, uccidendo venti persone.
29 agostoOperazione Peking, tre cacciatorpediniere polacchi lasciano le basi sul territorio nazionale per trasferirsi in Gran Bretagna.
30 agostoUltimatum tedesco alla Polonia relativo a Danzica e al suo corridoio. La Polonia ordina la mobilitazione generale, ma la revoca dopo pressioni diplomatiche degli anglo-francesi.
31 agostoIl governo polacco ordina nuovamente l'avvio della mobilitazione generale.
Incidente di Gleiwitz: un commando di SS simula l'attacco a una stazione radio tedesca da parte dei polacchi, onde fornire il giusto casus belli.

## Settembre

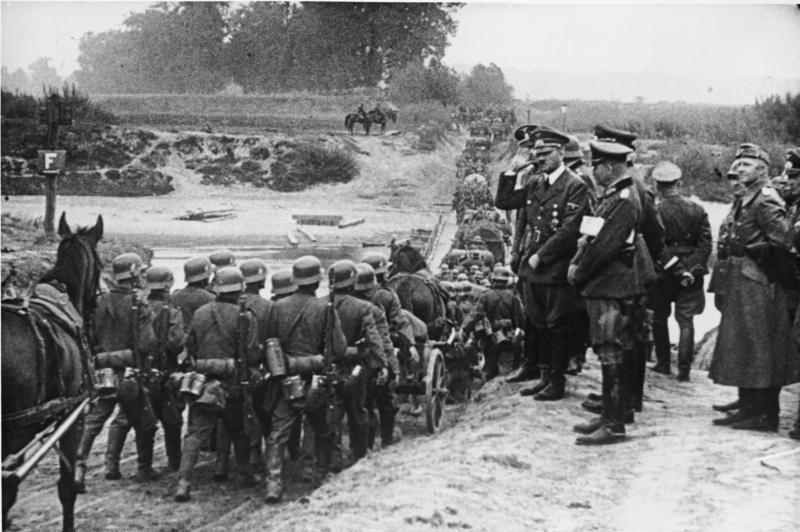
Hitler assiste all'ingresso delle forze tedesche in Polonia nel settembre 1939

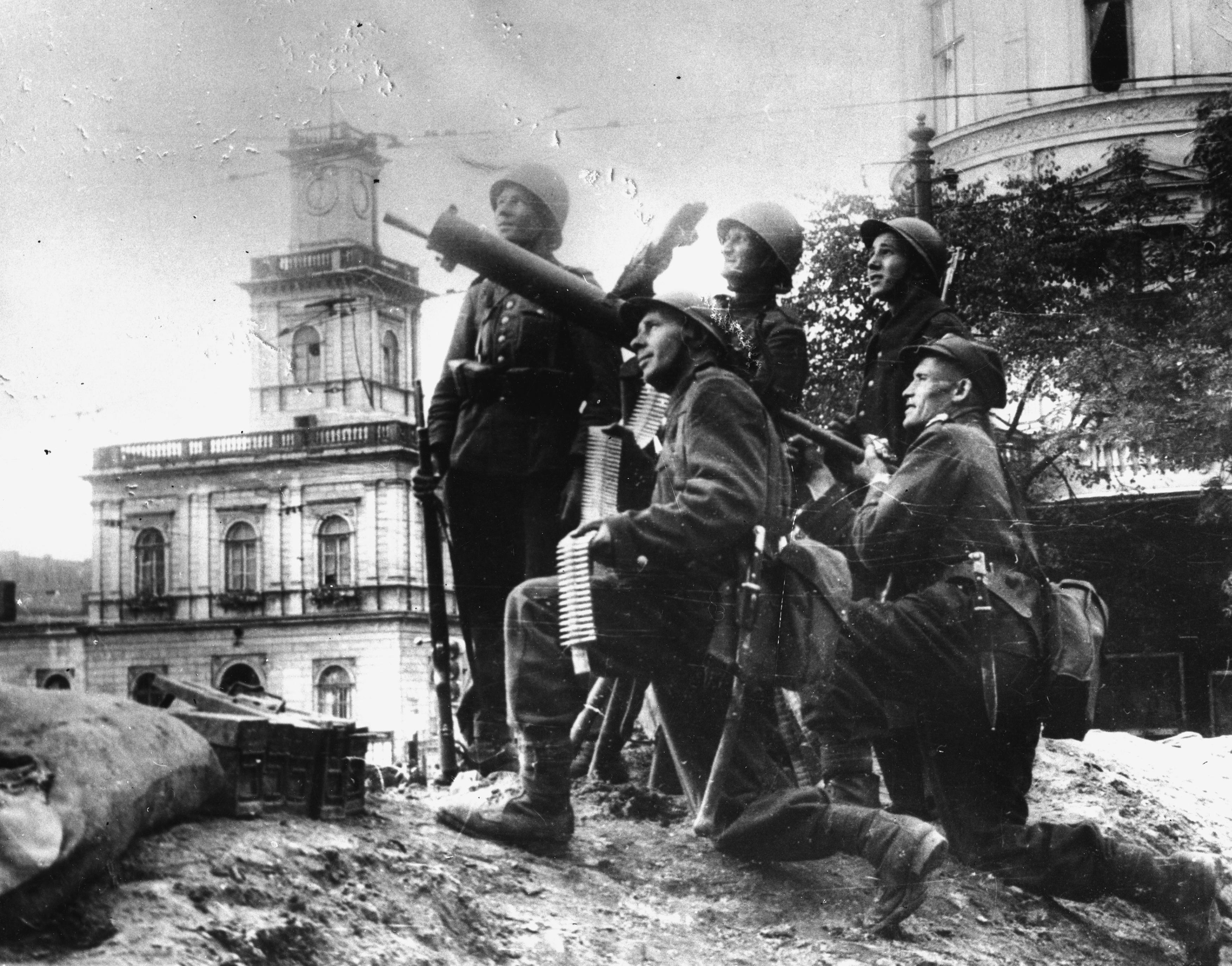
Una postazione antiaerea polacca nelle vie di Varsavia

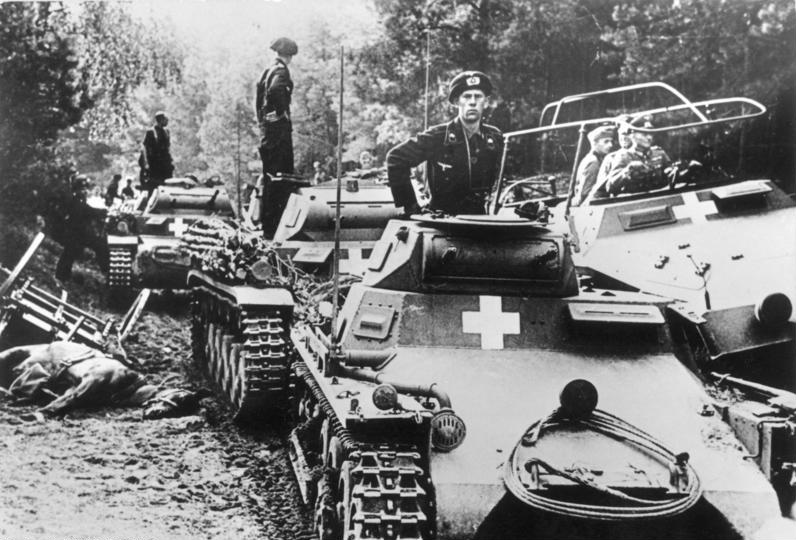
Carri tedeschi in avanzata nelle campagne polacche

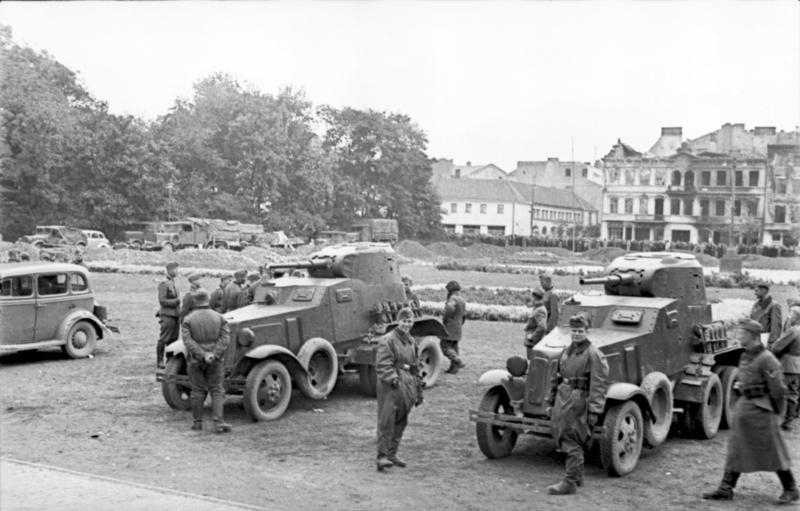
Autoblindo sovietiche nelle strade di Lublino

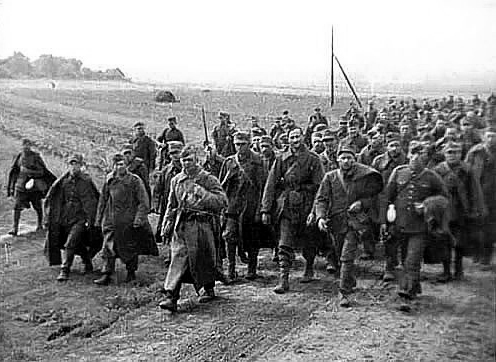
Soldati polacchi fatti prigionieri dai sovietici sono scortati nelle retrovie

1º settembreAlle ore 04:45, senza dichiarazione di guerra, la Wehrmacht varca la frontiera polacca con 53 divisioni; inizia la seconda guerra mondiale.
Nel porto di Danzica la Schleswig-Holstein apre il fuoco contro l'arsenale della marina polacca di Westerplatte; pesanti scontri all'ufficio postale polacco della città, che capitola dopo una dura lotta. Danzica viene annessa al Terzo Reich, anche se l'atto ufficiale di integrazione nello Stato tedesco avverrà solo il 1º novembre.
Offensiva tedesca nel corridoio di Danzica e dalla Prussia orientale in direzione di Varsavia da parte del Gruppo d'armate nord, si combattono la battaglia di Grudziądz, la battaglia della foresta di Tuchola e la battaglia di Mława; scontro tra le opposte cavallerie nella battaglia di Lasy Królewskie.
Offensiva tedesca in Slesia da parte del Gruppo d'armate sud, si combattono la battaglia di Pszczyna, la battaglia di Jordanów e la battaglia di Mikołów; vittoriosa azione di contenimento degli attacchi tedeschi da parte delle forze polacche nella battaglia di Mokra.
Carica di Krojanty: scontro tra forze tedesche e un'unità di cavalleria polacca, che viene sconfitta; l'episodio darà vita a uno dei più persistenti miti della campagna, quello della carica dei cavalieri polacchi contro i reparti di panzer tedeschi, evento in realtà mai avvenuto.
Serie di attacchi aerei della Luftwaffe contro le basi aeree nemiche, l'aviazione polacca è però preparata e i danni sono minimi.
Truppe slovacche penetrano nella regione del Podhale a fianco dei tedeschi dando inizio all'Invasione slovacca della Polonia.

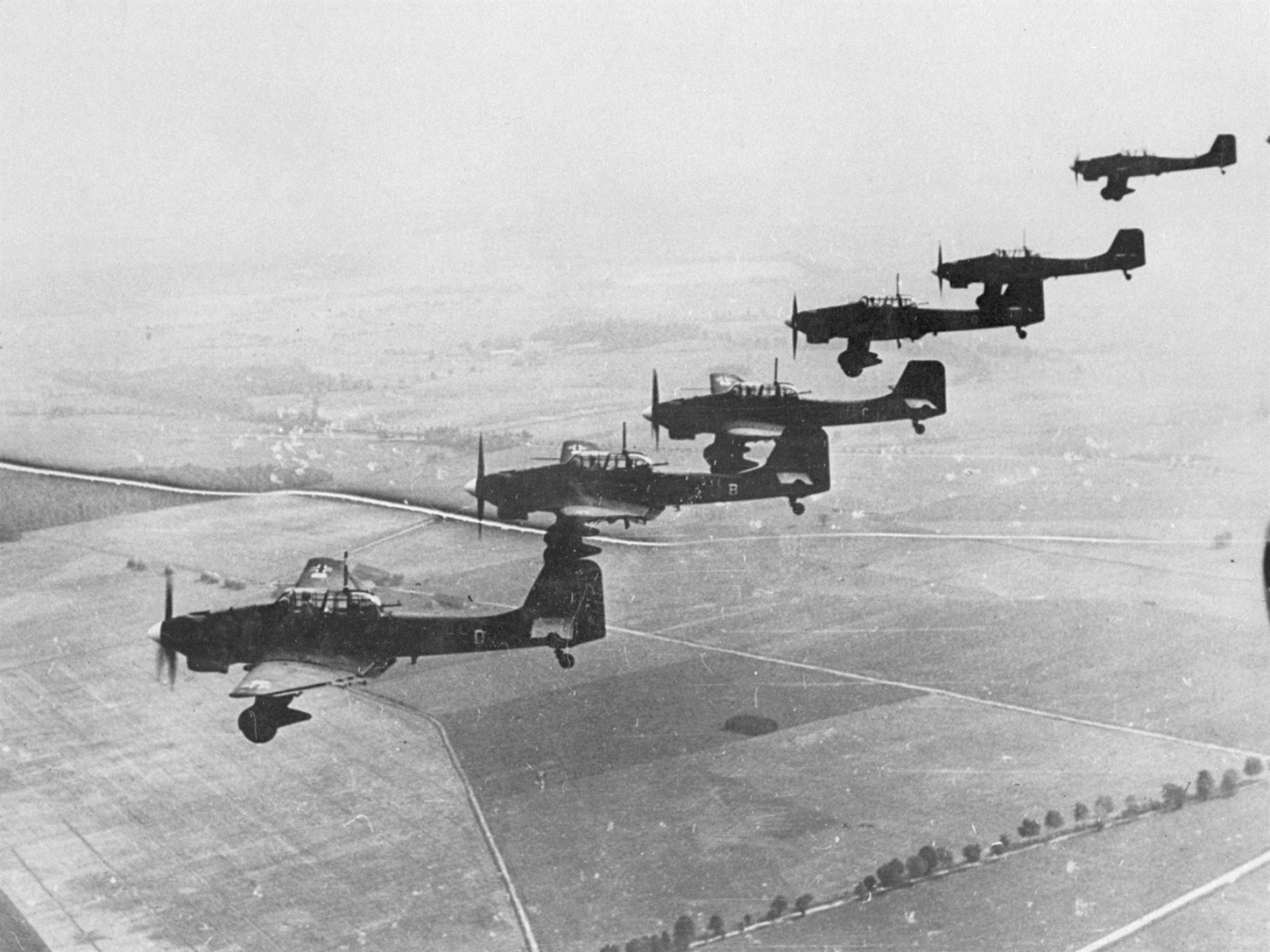
Una formazione di Junkers Ju 87 Stuka tedeschi in volo nei cieli polacchi

2 settembreI tedeschi dilagano in tutta la Polonia; le forze provenienti dalla Germania si congiungono con quelle uscite dalla Prussia orientale, isolando le guarnigioni polacche di Westerplatte, Gdynia ed Hel sulla costa del Baltico.
Le truppe tedesche dalla Prussia orientale sfondano le difese di Mława, i polacchi ripiegano sulla Vistola per difendere Varsavia.
In Slesia la 10ª Armata tedesca raggiunge il fiume Warta, in 36 ore è penetrata di 80 km in territorio polacco
Alle 22:30 da Londra viene inviato un telegramma all'ambasciatore britannico a Berlino in cui si danno disposizioni circa l'ultimatum da consegnare al governo tedesco.
3 settembreL'Armata polacca di Poznan lancia una serie di attacchi contro l'8ª Armata tedesca nel tentativo di prendere sul fianco l'avanzata tedesca dalla Slesia; gli attacchi polacchi vengono respinti.
Nell'unico scontro navale della campagna, il posamine polacco ORP Gryf e il cacciatorpediniere ORP Wicher fronteggiano due cacciatorpediniere tedeschi nella baia di Danzica mettendoli in fuga; le due navi polacche sono poi colate a picco in attacchi aerei della Luftwaffe.

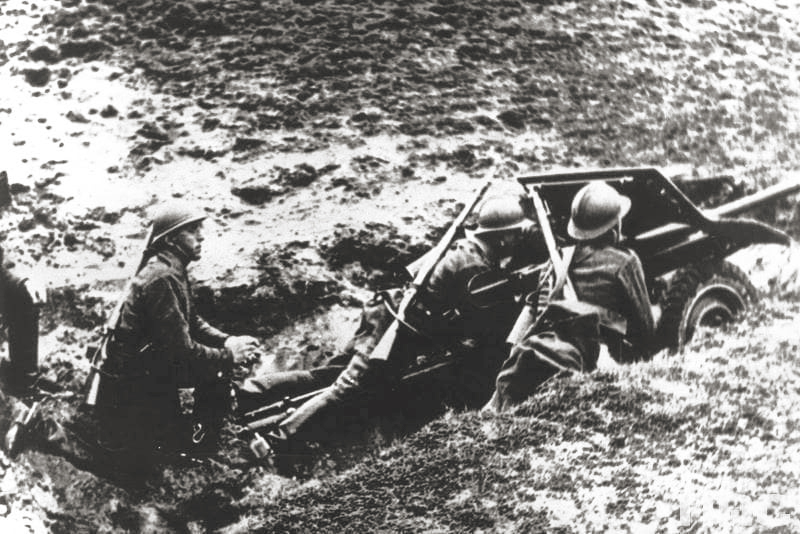
Artiglieria anticarro polacca in azione contro i tedeschi

Domenica di sangue di Bydgoszcz: civili tedeschi della minoranza residente in Polonia sono uccisi dalle truppe polacche nei pressi di Bydgoszcz; seguono azioni di rappresaglia sui polacchi da parte della Wehrmacht.
A seguito della mancata risposta ai loro ultimatum, Francia e Regno Unito dichiarano guerra alla Germania.
4 settembreLa battaglia di Mława si conclude con la ritirata dell'Armata polacca di Modlin in direzione di Varsavia.
Battaglia di Piotrków Trybunalski: il tentativo polacco di contenere la 10ª Armata tedesca non ha successo; la battaglia vede alcuni dei più pesanti scontri tra mezzi corazzati della campagna.
Nel sud della Polonia, l'Armata polacca di Krakow ripiega verso est per proteggere Cracovia dagli attacchi tedeschi provenienti dalla Slovacchia.
Inizia il massacro di Częstochowa, proseguito fino al 6 settembre: truppe regolari tedesche uccidono a casaccio 1.140 civili polacchi nella città di Częstochowa.
Massacro di Katowice: soldati e miliziani tedeschi assassinano circa 80 militari polacchi presi prigionieri a Katowice.
5 settembreI tedeschi forzano la linea della Vistola e si apprestano a superare il fiume Narew e il Bug Occidentale, isolando la guarnigione polacca di Modlin.
Le forze polacche attorno a Piotrków Trybunalski si arrendono alla 10ª Armata tedesca, si apre un grosso varco in direzione di Varsavia.
6 settembreLa 3ª e 4ª Armata del Gruppo armate nord e l'8ª e la 10ª del Gruppo sud puntano verso Varsavia, la 14ª Armata conquista Cracovia e marcia verso la frontiera romena.
Il comando polacco dirama l'ordine di ritirata generale di tutte le sue armate sulla linea Narew-Vistola-San.
Durante la notte il governo polacco lascia Varsavia per trasferirsi nella regione di Luck-Krzemieniec, mentre il comando supremo si trasferisce a Brześć nad Bugiem.
Dopo giorni di battaglie aeree contro la Luftwaffe, gli stormi aerei polacchi che difendono Varsavia ricevono l'ordine di ripiegare su Lublino a causa delle forti perdite; la difesa contraerea della capitale è ora demandata unicamente all'artiglieria a terra.

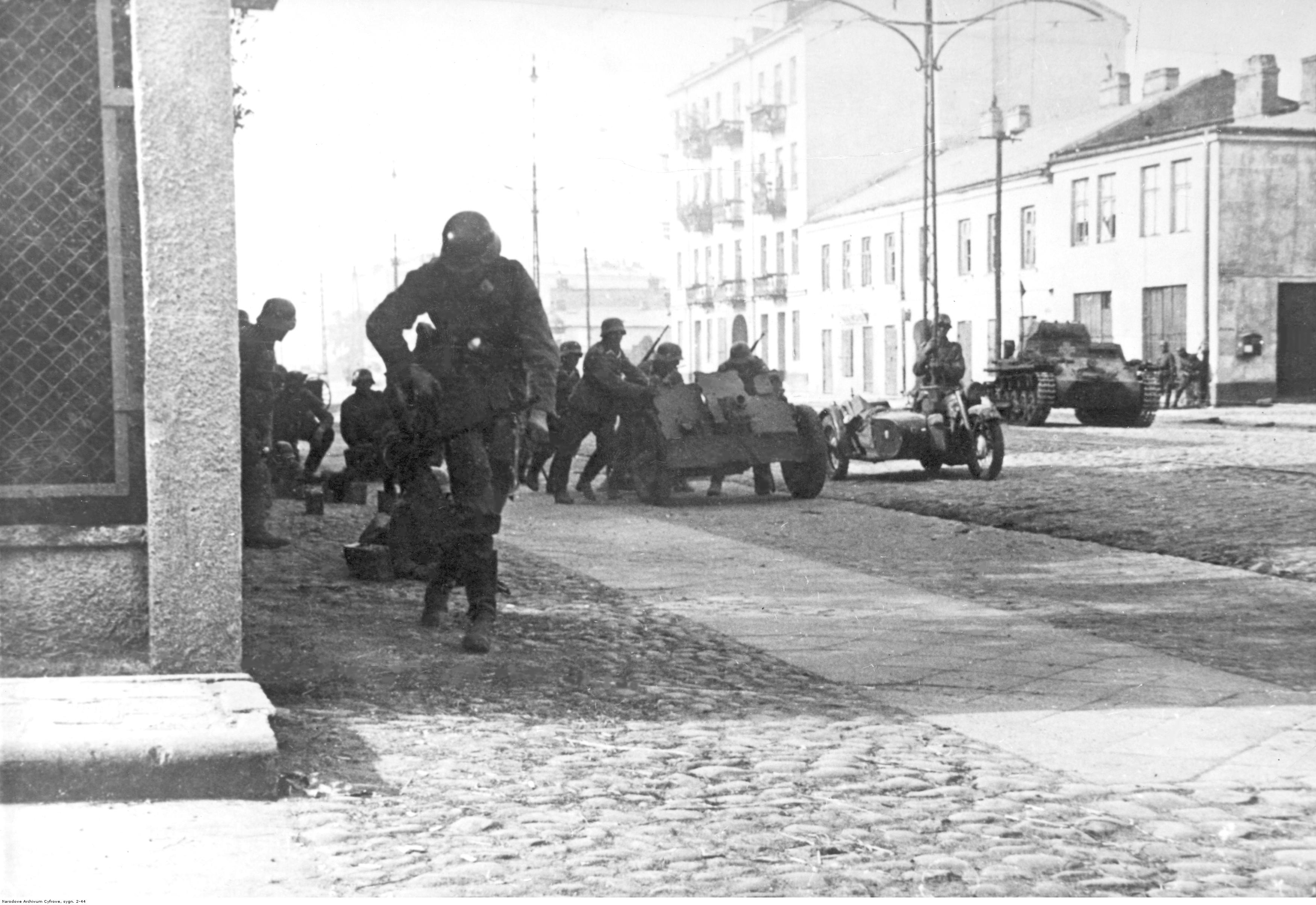
Carri, artiglieria e fanti tedeschi in azione nelle strade di Varsavia

7 settembreLe prime unità corazzate tedesche della 10ª Armata arrivano alla periferia di Varsavia; inizia la battaglia di Varsavia: i carri tedeschi sono bloccati in scontri strada per strada con i difensori polacchi.
L'assedio di Westerplatte si conclude con la resa delle forze polacche.
Battaglia di Wizna: le truppe polacche lungo il Narew vengono ritirate sul fiume Bug, ma le opere fortificate lungo il Narew resistono ai tedeschi fino al 10 settembre.
Tarnów viene circondata dalla 14ª Armata tedesca.
Offensiva della Saar: l'atteso attacco francese sul fronte occidentale si traduce in una lenta e modesta avanzata nella regione della Saarland, con pochi scontri e ancor meno conquiste territoriali.
8 settembreInizia una serie di pesanti bombardamenti aerei su Varsavia da parte della Luftwaffe.
Battaglia di Radom: la 14ª Armata tedesca annienta le forze dell'Armata polacca di Prusy accerchiate nella città; i tedeschi fanno prigionieri 60.000 polacchi.
Battaglia di Wola Cyrusowa: l'Armata polacca di Łódź tenta di bloccare l'8ª Armata tedesca in marcia su Varsavia, ma è sconfitta.
Inizia l'assedio di Gdynia.
Massacro di Ciepielów: truppe tedesche assassinano tra 250 e 300 prigionieri di guerra polacchi  nei dintorni di Ciepielów.
9 settembreLa 4. Panzer-Division sferra un grosso attacco contro Varsavia ma dopo tre ore di combattimento viene respinta sulle posizioni di partenza.
Inizia la battaglia del fiume Bzura: le forze polacche rimaste a ovest della Vistola, benché di fatto circondate, sferrano un contrattacco sul fianco dell'8ª Armata tedesca, che protegge la 10ª Armata lanciata verso Varsavia; il contrattacco ha inizialmente successo e obbliga il Gruppo di armate sud tedesco a interrompere l'offensiva verso la capitale.
10 settembreUnità del Gruppo d'armate nord forzano la linea difensiva del fiume Bug.
Battaglia di Jarosław, forze tedesche del Gruppo d'armate sud superano la linea del fiume San.
11 settembreIl comando centrale delle forze polacche ordina il ripiegamento generale di tutti i reparti in direzione della "testa di ponte romena", l'estremo angolo sud-orientale del paese al confine con il Regno di Romania.
Iniziano i contrattacchi tedeschi contro le forze polacche impegnate nell'offensiva del Bzura.
Inizia l'assedio di Przemyśl.
12 settembreBiałystok viene circondata dalla 3ª Armata tedesca.
Inizia l'assedio di Lwów.
13 settembreLa linea difensiva sulla Vistola viene oltrepassata dalle forze della Wehrmacht, che attraversano il fiume a sud di Varsavia.
Inizia l'assedio di Modlin.
Massacro di Zambrów: circa 200 soldati polacchi vengono uccisi dai tedeschi in un campo per prigionieri di guerra a Zambrów.
14 settembreGdynia capitola in mano ai tedeschi.
Siedlce viene conquistata dalla 3ª Armata.
I tedeschi attaccano la fortezza di Brześć nad Bugiem.
Battaglia di Jaworów: forze polacche riescono a forzare l'accerchiamento tedesco e a rifugiarsi a Lwów.
15 settembrePrzemyśl viene presa dalla 14ª Armata tedesca.
Riprende la battaglia per Varsavia: le truppe della 3ª Armata tedesca si avvicinano alla capitale da nord lungo entrambe le rive della Vistola.
16 settembreLe truppe polacche impegnate sul fronte del Bzura ricevono l'ordine di sospendere gli attacchi e di ripiegare su Varsavia.
17 settembreSenza dichiarazione di guerra, l'Unione Sovietica dà il via all'occupazione della Polonia orientale in ossequio alle clausole segrete del patto Molotov-Ribbentrop.
Brześć nad Bugiem viene occupata dai tedeschi.
Kutno viene accerchiata dall'8ª Armata.
Inizia la battaglia di Tomaszów Lubelski, ultimo grande scontro della campagna: le forze polacche in ripiegamento nella Polonia meridionale cercano di forzare l'accerchiamento tedesco per raggiungere la "testa di ponte romena".
18 settembreL'alto comando polacco ordina a tutte le unità superstiti di rifugiarsi in Romania. Il presidente polacco Ignacy Mościcki e il comandante in capo Edward Rydz-Śmigły attraversano il confine, ma su pressioni tedesche i romeni internano i membri del governo polacco.
Si conclude la battaglia del fiume Bzura: i tedeschi chiudono in una sacca 19 divisioni polacche e fanno prigionieri 170.000 uomini.
Le forze sovietiche raggiungono Wilno (Vilnius) e Brześć nad Bugiem.
Incidente dell'Orzeł: il sommergibile polacco ORP Orzeł, ufficialmente internato dalle autorità della neutrale Estonia nel porto di Tallinn dal 14 settembre precedente, fugge e si dirige verso il Regno Unito; i sovietici prenderanno poi a pretesto l'incidente per avviare i preparativi per l'occupazione delle repubbliche baltiche.

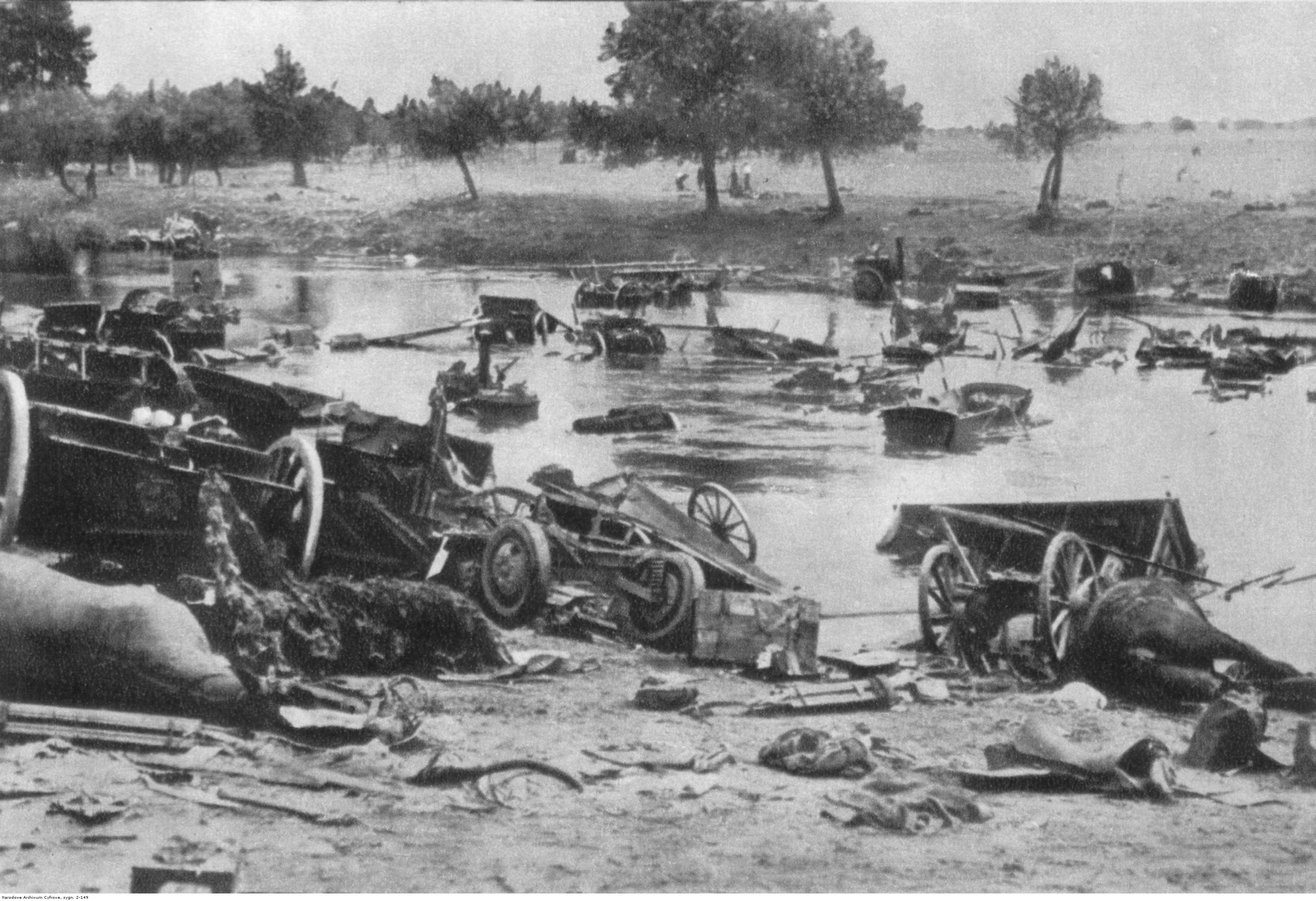
I resti di equipaggiamenti polacchi dopo la conclusione degli scontri del fiume Bzura

19 settembreHitler visita Danzica dove tiene un discorso politico conciliante nei confronti di Francia e Regno Unito.
Wilno capitola nelle mani dei sovietici.
La campagna di Polonia può considerarsi praticamente finita: d'ora in avanti non si avranno che grandi azioni di rastrellamento.
20 settembreSi conclude la battaglia della foresta di Kampinos: le ultime forze polacche rimaste a ovest della Vistola sono costrette a capitolare, anche se alcuni reparti riescono a raggiungere Varsavia.
Le truppe del Gruppo d'armate sud tedesco iniziano ad accerchiare la capitale polacca da sud e ovest.
Battaglia di Grodno: le forze polacche a Grodno resistono agli attacchi sovietici.
Hitler ordina di cessare ogni azione bellica nella Polonia orientale e di ritirare entro il giorno seguente le unità tedesche dietro la linea fissata dal patto Molotov-Ribbentrop.
Il sommergibile polacco ORP Wilk riesce a uscire dal Baltico e a raggiungere il Regno Unito; altri tre sommergibili si fanno internare nella neutrale Svezia.

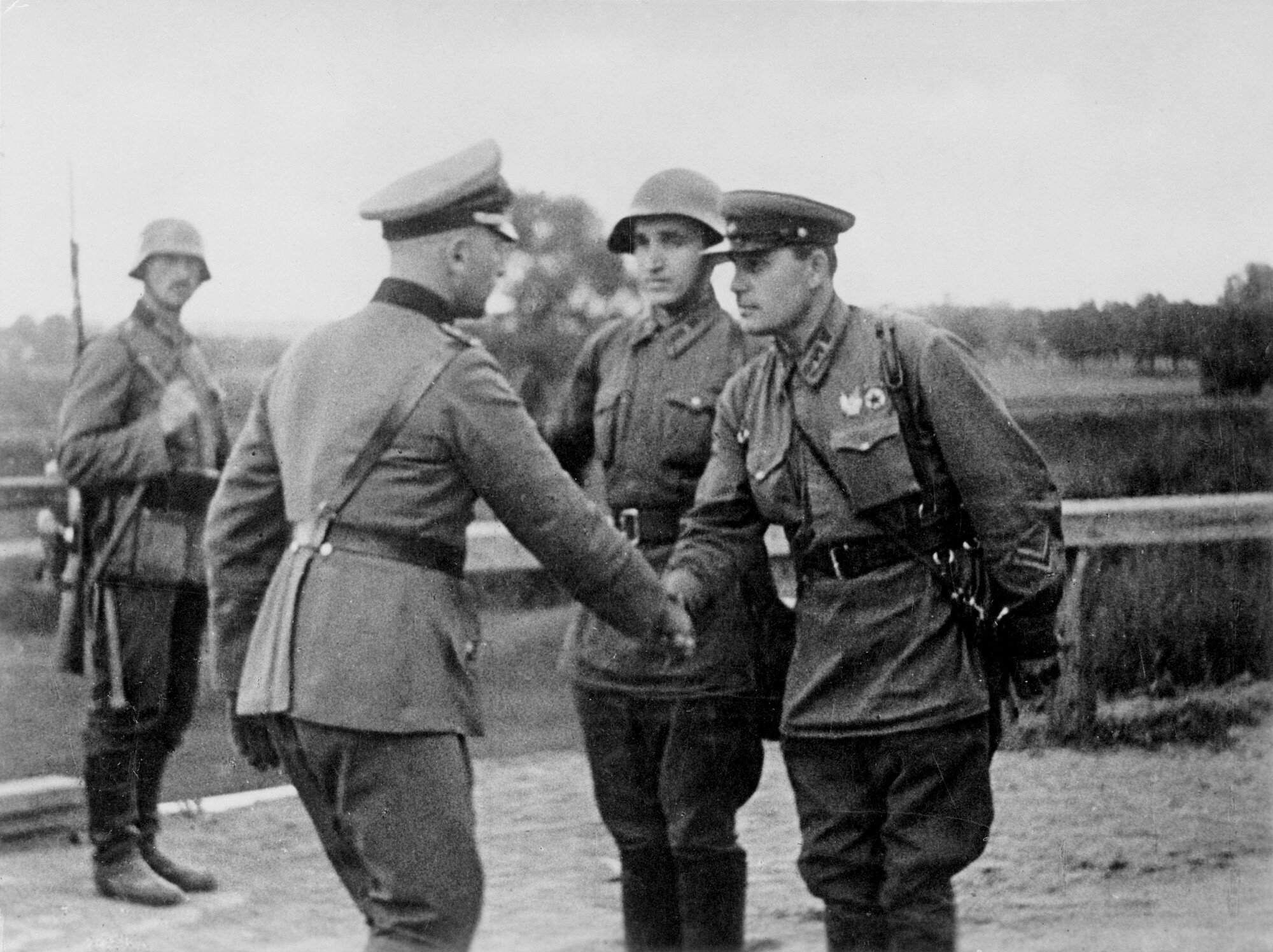
Incontro tra ufficiali tedeschi e sovietici

22 settembreViene interrotto l'ultimo collegamento tra Varsavia e Modlin, la capitale polacca è completamente circondata dai tedeschi.
I tedeschi cedono la fortezza di Brześć nad Bugiem (poi Brest-Litovsk) ai sovietici, parata congiunta delle forze della Wehrmacht e dell'Armata Rossa nelle strade della città.
Si conclude la battaglia di Lwów: la guarnigione polacca della città, circondata dai tedeschi da un lato e dai sovietici dall'altro, si arrende a questi ultimi.
23 settembreGrande attacco tedesco contro le difese di Varsavia, che tuttavia resistono.
24 settembreLa guarnigione polacca di Grodno capitola nelle mani dei sovietici.
25 settembre"Lunedì nero" a Varsavia, un impressionante bombardamento aereo di 1.200 velivoli tedeschi scuote pesantemente la città.
26 settembreI tedeschi conquistano alcune importanti postazioni fortificate a sud di Varsavia; in serata il comandante delle difese della capitale, generale Juliusz Rómmel, avvia le trattative di resa.
Si conclude la battaglia di Tomaszów Lubelski: le superstiti unità polacche nel sud del paese si arrendono ai tedeschi.
27 settembreVarsavia capitola nelle mani dei tedeschi, vengono fatti prigionieri 160.000 uomini.
Battaglia di Władypol tra sovietici e polacchi.
28 settembreBattaglia di Szack tra polacchi e sovietici.
29 settembreUno degli ultimi nuclei di resistenza polacchi, composto da quattro divisioni accerchiate nella città di Modlin e nella zona di Kutno fin dal 10 settembre, si arrende ai tedeschi.
30 settembreSi costituisce a Parigi il Governo in esilio della Polonia, con la nomina a presidente di Władysław Raczkiewicz e di Władysław Sikorski come comandante in capo dell'esercito.

## Ottobre

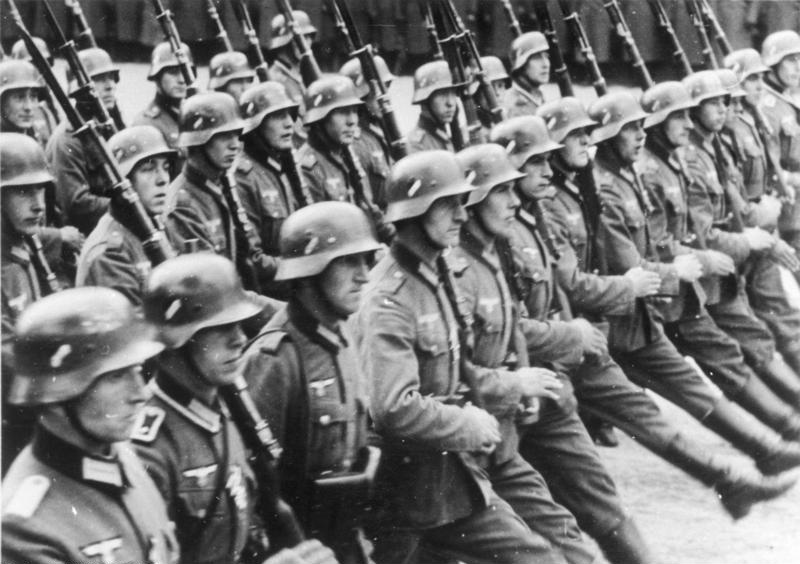
Le truppe tedesche sfilano in parata per le vie di Varsavia

1º ottobreI difensori polacchi arroccati nel porto militare della penisola di Hel si arrendono alle forze tedesche.
2 ottobreA Kock inizia l'ultima battaglia della campagna.
5 ottobreAlla presenza di Hitler, i tedeschi tengono una parata per la vittoria nelle strade di Varsavia.
6 ottobreLa battaglia di Kock termina con la resa delle ultime forze polacche. Soffocate le ultime resistenze, la campagna di Polonia può considerarsi ufficialmente conclusa.
8 ottobreLa Germania si riannette di fatto i territori polacchi che le erano stati sottratti con il trattato di Versailles.